# Freedom of Mobile Multimedia Access

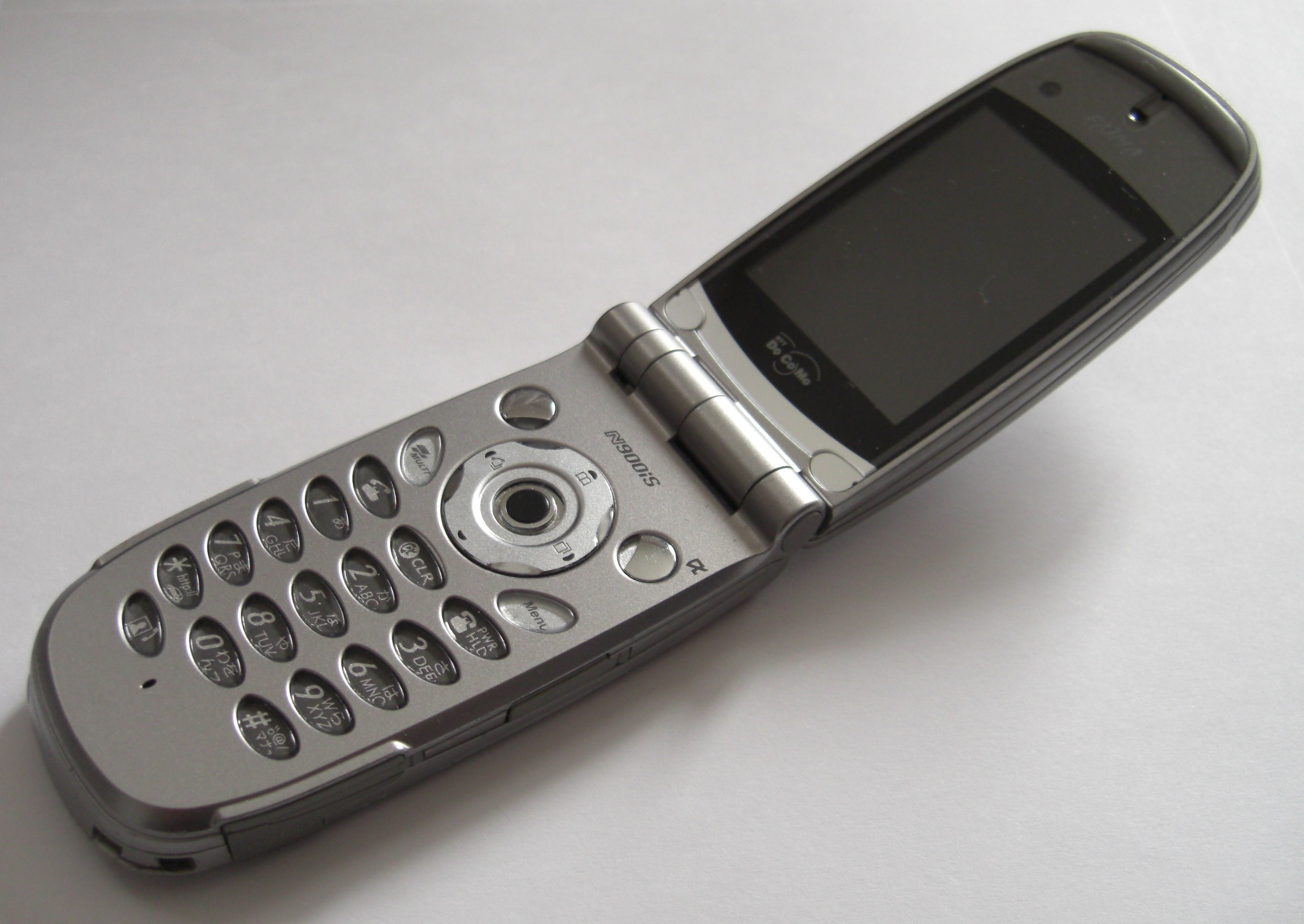
Um típico telefone FOMA

A Freedom of Mobile Multimedia Access (FOMA) é a marca dos serviços de telecomunicações 3G baseados em W-CDMA oferecidos pelo provedor japonês de serviços de telecomunicações NTT DoCoMo. Ela é uma implementação do Universal Mobile Telecommunications System (UMTS) e foi o primeiro serviço móvel de dados 3G no mundo a iniciar operações comerciais.
A NTT DoCoMo também oferece serviços HSPA com a marca FOMA High-Speed (FOMAハイスピード), que oferece velocidades de downlink de até 7,2 Mbit/s e velocidades de uplink de até 5,7 Mbit/s.

## História
A NTT DoCoMo originalmente planejava lançar os primeiros serviços 3G do mundo, inicialmente com a marca Frontier of Mobile Multimedia Access (FOMA), em maio de 2001. No entanto, até maio de 2001, a NTT DoCoMo havia adiado o lançamento em grande escala até outubro de 2001, alegando que não haviam concluído os testes de toda a infraestrutura e que lançariam apenas um teste introdutório para 4 mil assinantes. Ao fazer isso, eles também renomearam o serviço para Freedom of Mobile Multimedia Access. Em junho de 2001, os assinantes de teste reclamaram que os telefones celulares tinham pouca vida útil da bateria e travavam com frequência, que havia cobertura de rede inadequada e que havia questões de segurança no próprio aparelho. Como resultado, a DoCoMo fez o recall de 1,5 mil aparelhos até o final de junho de 2001. O FOMA foi lançado com sucesso em outubro de 2001, proporcionando cobertura de telecomunicações móveis para Tóquio e Yokohama.
Inicialmente, como o primeiro serviço 3G em escala mundial, os primeiros aparelhos FOMA eram de natureza experimental, voltados para os consumidores iniciadores. Eles eram maiores do que os aparelhos anteriores, tinham uma vida útil de bateria ruim, enquanto a rede inicial cobria apenas o centro das maiores cidades do Japão. Nos primeiros 1-2 anos, o FOMA era essencialmente um serviço experimental para os primeiros adotantes, principalmente centrado em profissionais da indústria de comunicação.
Como a NTT DoCoMo não esperou pela conclusão e finalização da especificação da rede 3G Release 99, sua rede 3G W-CDMA inicialmente era incompatível com o padrão UMTS internacionalmente implantado. No entanto, em 2004, a NTT DoCoMo realizou amplas atualizações em sua rede, tornando-a compatível com a especificação e permitindo 100% de compatibilidade com os aparelhos UMTS, incluindo roaming de entrada e saída.
Por volta de março de 2004, a rede FOMA foi adotada em larga escala e as vendas de aparelhos tiveram um aumento significativo. Em 29 de setembro de 2007, o FOMA possuía mais de 40 milhões de assinantes.